# Berezove, Obuhiv
Berezove (în ucraineană Березове) este un sat în comuna Stari Bezradîci din raionul Obuhiv, regiunea Kiev, Ucraina.

## Demografie
Componența lingvistică a localității Berezove
     Ucraineană (95,35%)
     Rusă (4,65%)
Conform recensământului din 2001, majoritatea populației localității Berezove era vorbitoare de ucraineană (95,35%), existând în minoritate și vorbitori de rusă (4,65%).